# Adenbach
Adenbach este un municipiu din landul Renania-Palatinat, Germania. Acest oraș este districtul Kusel-ului. 

## Geografie
Locul este situat în Munții Palatinat Occidentali. În partea de nord se află comunitatea Odenbach, iar în sud se află comunitatea Ginsweiler.

## Istorie
În anul 1957 s-a găsit restul unei case care s-ar părea a aparține perioadei romane. Prima menționare a așezării Adenbach a fost în 1379, într-un act de Veldenz Județean. Numele locului provine de la apa curgătoare Adenbach, care a fost denumit anterior Adolf's Bach.

## Politică

### Consiliul local
Consiliul local este compus din șase persoane, printre care primarul.

## Economie și infrasctructură
Prin partea de nord trece autostrada 420. Gara se află în orașul Lauterecken, din apropiere. 